# براكسيديك

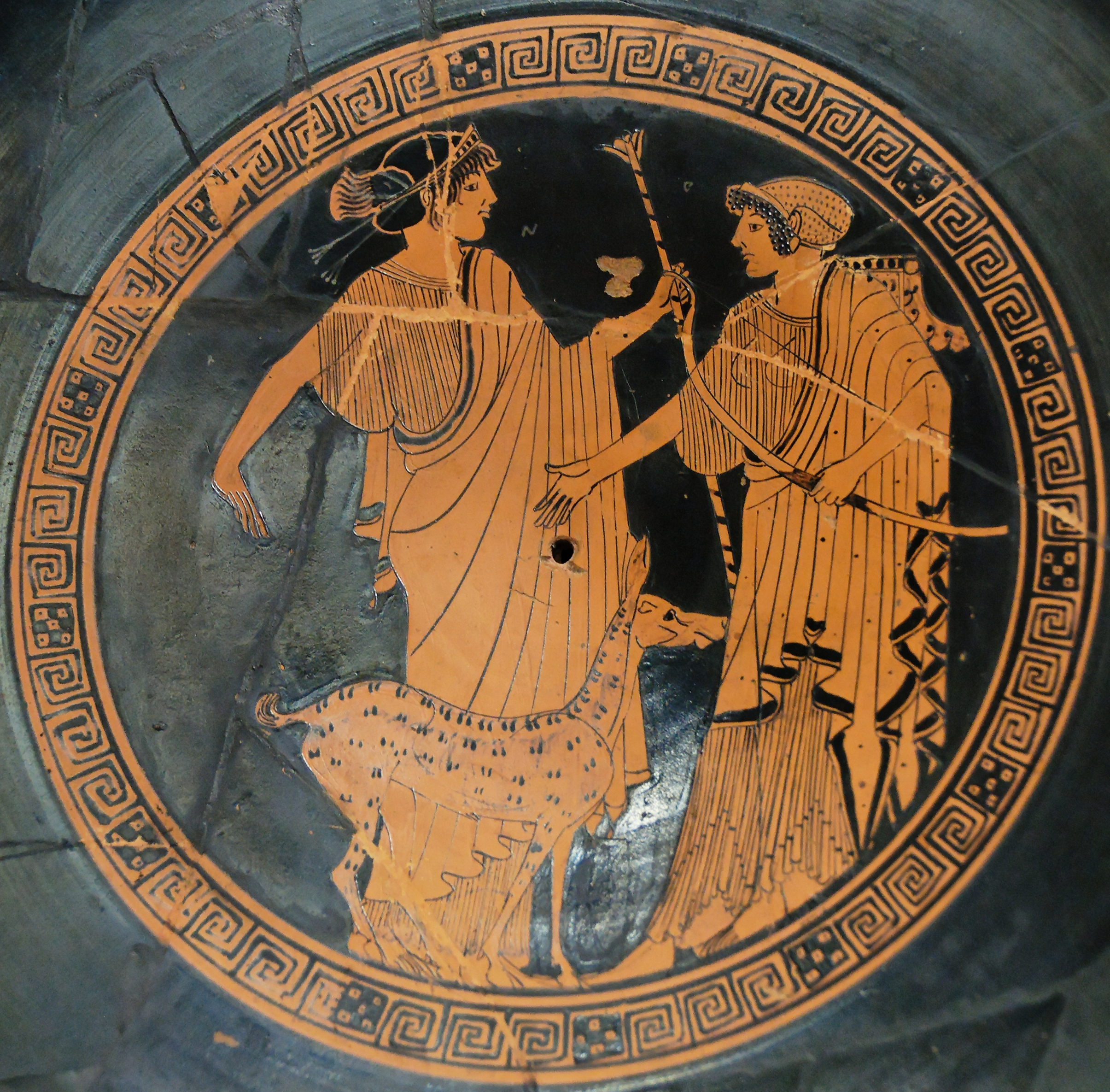

براكسيديك (بالإغريقية: Πραξιδίκη)‏ هو مُصطلحٌ في الميثولوجيا الإغريقية، يُقصد به إلاهة العقوبة القضائية ومُنفذة الانتقام، حيث كان المفهومان مُتقاربان في الفهم الإغريقي القديم للعالم.
تذكرُ ترنيمة الأورفكية لبيرسيفون أنَّ براكسيديك هي كَلِيمُة بيرسيفون: «براكسيديك، ملكة تحت الأرض. ذات الشعر الأشقر، الذي ينطلق هيكله من بذور زيوس السرية غير القابلة للوصف.»
تُشير صيغة الجمع براكسيديكات (Praxidikai) إلى مجموعات متعددة من الشخصيات الميثولوجية التي تولت تطبيق العدالة، ومنها أريت وهومانيا، ابنتا براكسيديك وسوتر، وأخوات كتيوزو.